# USS LCI(L)-1091
L'USS LCI(L)-1091 est une grande péniche de débarquement de classe LCI(L)-351 construite pour l'United States Navy pendant la Seconde Guerre mondiale.

## Historique
Le LCI-1091  est arrivé dans le Pacifique à la fin de la bataille d'Iwo Jima, a combattu à Okinawa en 1945 et a été utilisé comme dragueur de mines pour nettoyer les eaux japonaises après la guerre. La péniche a été affectée à la guerre du Pacifique et a participé à l'assaut et à l'occupation d'Okinawa Gunto du 28 avril au 30 juin 1945 et à l'occupation du Japon du 2 septembre au 16 décembre 1945.
En 1946, elle participa aux essais de bombe atomique de l'opération Crossroads sur l'atoll de Bikini en tant que navire de soutien d'essai.
Le 28 février 1949, elle est, comme tous les autres LCI restants, reclassée en LSIL-1091.
Le navire est resté actif pendant la guerre de Corée. En 1951, il a été converti en navire laboratoire. Pendant son séjour en Corée, le LSIL-1091 a été affecté en tant que navire de contrôle épidémiologique pour l'unité de contrôle des maladies épidémiques de la flotte n°1, dans le cadre de l'effort américain pour lutter contre le paludisme en Corée. Il a aussi été utilisé dans des missions secrètes derrière les lignes ennemies enquêtant sur une épidémie de peste bubonique présumée en Corée du Nord. 
Après la Corée, le LSIL-1091 est devenu l'un des plus petits porte-avions de la marine lorsqu'il a été utilisé pour lancer des drones cibles anti-aériens. En 1955, il a été désarmé à Astoria en Oregon. 

### Distinction
LCI(L)-1091 a reçu deux étoiles de bataille pour l'action de la Seconde Guerre mondiale et a reçu quatre étoiles de bataille pour la guerre de Corée sous le nom de LSIL-1091.

### Préservation
Le LSIL-1091 a été vendu à des fins commerciales, rebaptisé Bering Sea et exploité comme conserverie de saumon sur le fleuve Yukon en Alaska de 1961 à 1985. En 1988, il a été acheté par le vétéran du LCI, le Dr Ralph Davis de McKinleyville en Californie et rebaptisé Ten-Ninety-One. Il l'a déplacé à Eureka, en Californie, pour s'en servir à la pêche au germon de 1995 à 2003.
Le LCI(L)-1091 a été utilisé en continu pendant la majeure partie de sa vie de 65 ans et reste dans son état d'origine. En 2005, il a été offert par Davis pour être un navire musée pour le Humboldt Bay Naval Sea/Air Museum à Eureka, et ouvert au public pendant la restauration. Le Humboldt Amateur Radio Club dirigeait souvent une station de radio amateur pour événements spéciaux à partir de la salle de radio d'origine. Par la suite, peu de travaux de restauration ont été entrepris et le navire a été déplacé vers différents postes d'amarrage.
En 2016, le Ten-Ninety-One était en mauvais état et serait devenu un sérieux handicap s'il avait été autorisé à être coulé dans la baie d'Eureka ; par conséquent, il a été décidé de le mettre à terre là où les risques seraient moindres, et où la restauration pourrait progresser plus facilement.